# XIII (álbum de Rage)
XIII es el decimotercer álbum de la banda de power metal alemana Rage, realizado en el año 1998.

## Canciones
1. "Overture" – 1:57
2. "From the cradle to the grave" – 4:51
3. "Days of december" – 4:36
4. "Changes: Sign of heaven" – 4:17
5. "Changes: Incomplete" (216) – 5:10
6. "Changes: Turn the page" – 5:03
7. "Heartblood" – 6:21
8. "Over and over" – 3:47
9. "In vain (I won't go down)" – 5:20
10. "Immortal sin" – 5:28
11. "Paint it, black" – 4:32
12. "Just alone" – 6:26
13. "Bonus track - (Another wasted day)"

## Credits
- Peter 'Peavy' Wagner - Voz y bajo
- Chris Efthimiadis - Batería
- Spiros Efthimiadis - Guitarra
- Sven Fischer - Guitarra
- Lingua Mortis Orchestra